# Джазанова
„Джазанова“ (на немски: Jazzanova) е немски музикален състав от Берлин, състоящ се от Александър Барк, Клаас Брилер, Юрген фон Кноблаух, Росков Кречман, Щефан Лайзеринг и Аксел Райнемер. Създаден е през 1995 година. Водещ представител на стиловете ню джаз, чилаут и джаз хаус. Записва песни за компании от сорта на „Сонар Колектив“ и „Компост Рекърдс“.
Работят също по страничен проект, озаглавен „Икстендид Спирит“. Печелят добра репутация за ремиксите на музиканти като „Маршмелоус“, Ян Пули, „Инкогнито“, „Фор Хиро“, „Ем Джей Коул“, „Мастърс Ет Уърк“ и други.

## Дискография
| Година | Заглавие               | Звукозаписна компания | Вид албум | Бележки               |
| 1997   | Jazzanova EP1          | „Сонар Колектив“      | EP        |                       |
| 1998   | Jazzanova EP2          | „Сонар Колектив“      | EP        |                       |
| 2001   | Reworks From Japan     | „Сонар Колектив“      | EP        |                       |
| 2002   | In Between             | „Сонар Колектив“      | LP        | Дебютен студиен албум |
| 2004   | Let Your Heart Be Free | „Сонар Колектив“      | EP        |                       |
| 2007   | Belle et Fou           | „Сонар Колектив“      | LP        | Саундтрак             |
| 2008   | Of All The Things      | „Върв Рекърдс“        | LP        | Втори студиен албум   |